# Erkki Saaristo
Erkki Saaristo, né le 27 mars 1954, à Helsinki, en Finlande, est un ancien joueur et entraîneur finlandais de basket-ball. Il évolue au poste de meneur. Il est le père de Heikki Saaristo.